# Rodrigo Jiménez Revuelta
Rodrigo Jiménez Revuelta, né le 23 octobre 1972, est un homme politique espagnol membre de Vox.

## Biographie
Lors des élections générales anticipées du 10 novembre 2019, il est élu au Congrès des députés pour la XIVe législature.
Il est proche de l'Opus Dei.